# Proclossiana deanella
Proclossiana deanella är en fjärilsart som beskrevs av Schmidt 1912. Proclossiana deanella ingår i släktet Proclossiana och familjen praktfjärilar. Inga underarter finns listade i Catalogue of Life.